# Club de Fútbol Barcelona 1962-1963

## Rosa
| N. |                    | Ruolo | Calciatore           |
| -- | ------------------ | ----- | -------------------- |
|    | Spagna (bandiera)  | P     | José Manuel Pesudo   |
|    | Spagna (bandiera)  | P     | Salvador Sadurní     |
|    | Spagna (bandiera)  | P     | Juan Antonio Celdrán |
|    | Spagna (bandiera)  | D     | Foncho               |
|    | Spagna (bandiera)  | D     | Jesús Garay          |
|    | Spagna (bandiera)  | D     | Sígfrid Gràcia       |
|    | Spagna (bandiera)  | D     | Joan Segarra         |
|    | Spagna (bandiera)  | D     | Enric Gensana        |
|    | Uruguay (bandiera) | D     | Julio César Benítez  |
|    | Spagna (bandiera)  | D     | Rodri                |
|    | Spagna (bandiera)  | D     | Eladio               |
|    | Spagna (bandiera)  | D     | Fernando Olivella    |

| N. |                     | Ruolo | Calciatore               |
| -- | ------------------- | ----- | ------------------------ |
|    | Spagna (bandiera)   | C     | Jesús María Pereda       |
|    | Spagna (bandiera)   | C     | Martí Vergés             |
|    | Spagna (bandiera)   | C     | Josep Fusté              |
|    | Uruguay (bandiera)  | C     | Alcides Silveira         |
|    | Ungheria (bandiera) | A     | Sándor Kocsis            |
|    | Uruguay (bandiera)  | A     | Ramón Alberto Villaverde |
|    | Paraguay (bandiera) | A     | Cayetano Ré              |
|    | Spagna (bandiera)   | A     | Antonio Camps            |
|    | Spagna (bandiera)   | A     | José Antonio Zaldúa      |
|    | Spagna (bandiera)   | A     | Pedro Zaballa            |
|    | Uruguay (bandiera)  | A     | Luis Cubilla             |
|    | Spagna (bandiera)   | A     | Vicente González Sosa    |

### Staff tecnico
- Allenatore:  László Kubala, poi dalla 16ª giornata  Josep Gonzalvo